# Sveatoslav I al Kievului

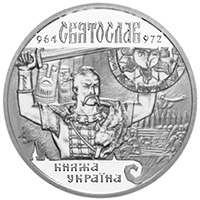
Sveatoslav I al Kievului pe o monedă ucraineană

Sveatoslav I al Kievului (Sveatoslav Igorevici) a fost un cneaz al Rusiei Kievene, conducând între 945–972. Cronica vremurilor trecute îl consemnează ca fiind primul conducător al Rusiei Kievene cu nume slavon, toți cei de dinaintea sa (urmașii lui Ruric) având nume din limba nordică veche. Totuși unele surse nordice îl numesc Sveinald.  Este tatăl lui Vladimir I al Kievului (Vladimir cel Mare).
La sfârșitul vieții, Sveatoslav și varegii săi au efectuat o expediție la sud de Dunăre ocupând Preslav (capitala Bulgariei) și o parte din Bulgaria la cererea împăratului Focas. Sveatoslav a înțeles să rămână stăpân în Bulgaria și a refuzat să se mai retragă. Ioan Tzimiskes, noul împărat bizantin, a pornit campania împotriva varegilor asediind cu succes Preslav si Durostorum. Sveatoslav este silit sa încheie pace și să se retragă peste Dunăre. Leon Diaconul menționează că varegii și-au strâns morții lor și i-au ars pe ruguri și au jertfit pentru ei, potrivit legilor lor, o mulțime de bărbați, femei și copii.
Sveatoslav a părăsit inclusiv Micul Preslav (azi Nufărul lângă Tulcea) unde dorea să amplaseze noua lui reședința. Refugiat pe Nipru, în drum spre Kiev, este surprins de pecenegii care stăpâneau partea de sud a Niprului și executat în anul 972.